# La Place des enfants
La Place des enfants est une œuvre de l'artiste belge Patrick Corillon. Il s'agit d'un bas-relief d'acier situé contre le mur aveugle d'un immeuble. Créée en 2006, elle est installée à Paris, en France.

## Description
L'œuvre occupe un mur aveugle d'une superficie de 666 m2 (39 m de haut sur 23 m de large). Elle est composée de plaques d'acier découpées et colorées, formant les voyelles a, e, i, u, u, écrites à la manière manuscrite ; les couleurs reprennent celles évoquées par Arthur Rimbaud dans son poème Voyelles.
En dessous, des lettres sont placées de nombreuses plaques[pas clair] circulaires sérigraphiées de façon à représenter des ballons. Une dernière plaque carrée raconte une histoire associée à l'œuvre.

## Localisation
L'œuvre occupe le pignon aveugle d'un mur sur la place Goldoni, dans le 2e arrondissement de Paris, à l'intersection des rues Dussoubs, Greneta et Marie-Stuart, légèrement décalée en face du passage du Grand-Cerf. Elle est située en face d'une école maternelle.

## Commande
L'œuvre est une commande de la ville de Paris afin de rénover le mur sur lequel elle est située. Elle est installée en 2006.

## Artiste
Patrick Corillon (né en 1959) est un artiste belge.